# محمد جاجرمی
محمد بن بدر جاجرمی شاعر و ادیب ایرانی سده هفت و هشت قمری است. او نویسنده کتاب معروف مونس الاحرار فی دقائق الاشعار بوده است. پدر او، بدر جاجرمی نیز شاعر بزرگ دوران خاندان جوینی بود. 